# CA Alto Perú
Club Atlético Alto Perú – urugwajski klub piłkarski założony 1 maja 1940, z siedzibą w mieście Montevideo.

## Historia
Klub założony został 1 maja 1940 i gra obecnie w trzeciej lidze urugwajskiej (Primera División Amateur).
W 1981 bramki klubu bronił Celso Otero, rezerwowy bramkarz reprezentacji Urugwaju podczas finałów mistrzostw świata 1986.

## Osiągnięcia
- Mistrz trzeciej ligi (2): 1965 (Divisional Intermedia), 1968 (Divisional Extra)